# Rabia al-Basra

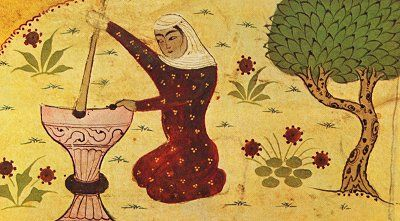
Voorstelling van een graanmalende Rabia in een Perzische miniatuur.

Rābiʿa al-ʿAdawiyya al-Qaysiyya (رابعة العدوية القيسية/Rābiʿa al-ʿAdawiyya al-Qaysiyya; Basra, ca. 717 - aldaar, 801) was een islamitische mystica en heilige, die tot de voornaamste soefisten behoort. In westerse literatuur wordt ze vaak aangeduid als Rabia van Basra en in het Egyptisch-Arabisch als Rabaa El-Adaweya.

## Leven
Over het leven van Rabia bestaan uitsluitend hagiografische bronnen, waarin het lastig is feit van legende te onderscheiden. Toch zijn er enige historische ijkpunten. Rabia werd geboren in Basra, kort na de stichting van deze stad door de Abbassiden. Basra was in die tijd bekend om zijn school voor vrouwelijke asceten. Meer algemeen kende het ascetisme er toen een groeiende invloed, met onder meer de aanwezigheid van Hasan al-Basrī (in legenden wordt Rabia dikwijls met hem in verband gebracht, maar vermoedelijk hebben ze elkaar niet ontmoet). Daarentegen is er geen reden om te twijfelen aan de bewering van haar tijdgenoot al-Djāhiz, dat ze zich met andere soefivrouwen verenigd had en een leven van strenge ascese leidde. Volgens sommige bronnen was Rabia een slavin van de stam al-Atik, tot haar meester haar de vrijheid schonk uit erkentelijkheid voor haar spirituele vermogens, waarna ze de rest van haar leven wijdde aan de verering van God.

## Leer
Rabia's bekendste leerstuk is de mystieke liefde en vriendschap tot God. De innigheid die de gelovige zoekt bij God is zoals die tussen geliefden. Daarbij maakt ze onderscheid tussen een egoïstische en kortstondige Godsliefde, er enkel op gericht Zijn gunst te verwerven, en een waardige en duurzame liefde, namelijk de liefde voor de schoonheid van God. Zoals alle soefi's streefde ze uiteindelijk naar een eenheid met het goddelijke (an-nafs as-safiya). Liefde (ḥubb) is alleen gericht op God, niet op zijn profeten of andere religieuze symbolen. God zal op grond van zichzelf geliefd zijn, niet uit vrees voor de hel of uit verlangen naar het paradijs.  Hierin ligt de vernieuwing van Rabia, die maatgevend werd voor het latere soefisme.

## Werk
Er bestaan enkele dichtwerken die aan Rabia worden toegeschreven maar waarvan vele een onbekende herkomst hebben. Zelf liet ze geen geschriften na. De meeste geschiedenissen over haar gaan terug op de soefimeester Farid ad-Din Attar, die ruim drie eeuwen later leefde (ca. 1136-1220).

## Invloed en inspiratie
Door de eeuwen heen werd de figuur van Rabia op verschillende wijzen geconstrueerd en geïnterpreteerd, zodat moet worden aangenomen dat haar nalatenschap gevormd en omgevormd is door de hagiografen. Waar ze bij al-Djazir nog een ascetische mystica was die al haar liefde op God richtte, voegde de Perzische auteur ad-Din Attar daar miraculeuze krachten en bijtende geestigheid aan toe. Naast romantiserende biografieën kende de Arabische wereld ook commentaren op haar uitspraken, zoals bijvoorbeeld die van al-Ghazali. In het bijzonder onder soefisten kon ze bogen op grote populariteit en had haar leer grote invloed. Reeds in de middeleeuwen bereikten enige legenden over haar het christelijke Europa.
In de 20e eeuw zijn enkele films over haar gemaakt. De bekendste is Rabia al-Adawiyya (1963), waarin de Egyptische regisseur Niazi Mostafa haar neerzette als een mooie slavin die voor haar heer moest dansen tot ze het geloof ontdekte en haar leven wijdde aan prediking en gebed.
Nabila Ebeid speelde de rol van Rabia en de vermaarde zangeres Oem Koelthoem zong liederen in voor deze klassieker van de Egyptische cinema.
Volgens de volgelingen van Rabia is ze begraven op de Olijfberg in Jeruzalem in een 17e-eeuwse moskee, gelegen naast de kerk die de plek markeert waar Jezus van Nazareth ten hemel is opgestegen.
In een voorstad van Caïro werd een aan Rabia gewijde moskee opgetrokken. Daar richtten militairen op 14 augustus 2013 een bloedbad aan onder betogers die protesteerden tegen de recente staatsgreep.

## Legenden (selectie)
Onder de vele legenden over het leven van Rabia, die soms meer zeggen over het soefisme in de tijd van ad-Din Attar, zijn de volgende episodes beroemd:
- Rabia liep door de straten van Basra met een emmer water in de ene hand en een brandende fakkel in de andere. Gevraagd wat ze van plan was, antwoordde ze dat ze de hel wilde blussen en de hemel in brand steken, zodat niemand nog God zou aanbidden uit vrees voor de hel of in de hoop op het paradijs, doch enkel nog omwille van Zijn eeuwige schoonheid.
- Bij een bezoek van al-Hasan al-Basri aan Rabia in de wildernis vond hij haar omringd door berggeiten, gazellen en andere dieren. Omdat ze onmiddellijk vluchtten, vroeg hij waarom ze bang waren van hem en niet van haar. Gevraagd wat hij gegeten had, antwoordde al-Hasan: "Ui, gestoofd in dierenvet", waarop ze hem vermaande: "Je hebt het vet van die arme schepsels gegeten, dus hoe zouden ze niet van je weglopen?" Vervolgens zei ze hem dat als hij at als een mier, misschien een dadel per dag, zijn lichaam veilig zou zijn voor de wormen. Ze waarschuwde hem om niet altijd de maag te vullen (waardoor men steeds heen en weer gaat tussen de hel van de keuken en die van de latrine), maar zijn ziel te zuiveren en zijn innerlijk te eerbiedigen.
- Rabia weigerde een slavin die haar vriendschappelijk was aangeboden opdat ze zich op haar godsdienst zou kunnen toeleggen. Gevraagd naar de reden, zei ze: "Ik zou mij schamen wereldse goederen te vragen van degenen aan wie ze toebehoren. Hoe zou ik dan van mensen eisen wat hen niet toebehoort?"

## Oude bronnen
De volgende auteurs hebben geschreven over het leven van Rabia:
- ʿAmr ibn Baḥr al-Ǧāḥiẓ (uit het 9e-eeuwse Basra): vroegste bron, vermeldt geen der heiligenlegenden
- Abū  Ṭālib al-Makkī (10e eeuw), zonder de heiligenlegenden
- Abū Naṣr ʿAbd Allāh as-Sarrāǧ (10e eeuw), zonder de heiligenlegenden
- Abū ʿAbd ar-Raḥmān Muḥammad as-Sulamī  (10e eeuw)
- Abū l-Qāsim al-Qušairī (11e eeuw)
- Abū l-Ḥasan Huǧwīrī (11e eeuw)
- Abū l-Faraǧ ʿAbd ar-Raḥmān Ibn al-Ǧauzī (12e eeuw)
- Farīd ad-Dīn ʿAṭṭār (13e eeuw): meest uitvoerige levensbeschrijving, vol heiligenlegenden.